# Литиевый треугольник

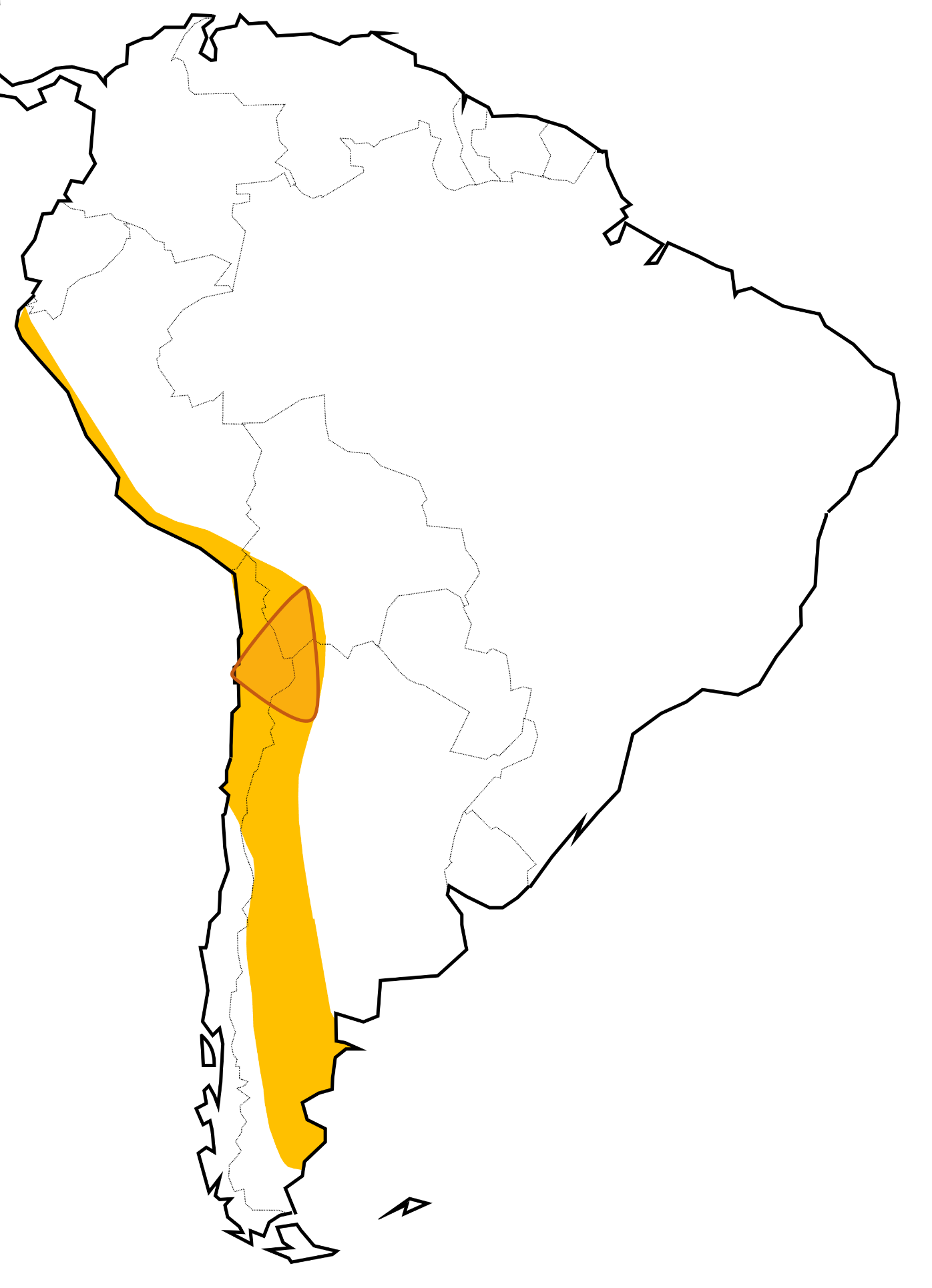
Литиевый треугольник внутри Засушливой диагонали.

Литиевый треугольник (исп. Triángulo del Litio) — регион Анд, богатый запасами лития, в границах Аргентины, Боливии и Чили. 
Считается, что в этом районе находится около 54 % мировых запасов лития. 
Литий в треугольнике сконцентрирован в различных солончаках, которые существуют вдоль пустыни Атакама и соседних засушливых районов (Засушливая диагональ, Arid Diagonal); самые большие из которых включают Салар-де-Уюни в Боливии, Салар-де-Атакама в Чили и Салар-дель-Омбре-Муэрто в Аргентине.
Ресурсы: 
- Боливия — 21 млн тонн;
- Аргентина — 19 млн тонн;
- Чили — 10 млн тонн.

В Аргентине и Чили шахты частные; в Боливии добычу лития ведёт госкомпания.
Добыча лития отрицательно влияет на экологию. Производители лития разрабатывают меры по улучшению экологической ситуации.
Поскольку литий потребуется для литий-ионных аккумуляторов, которые планируется установить на подводные лодки будущего, Военно-морской флот Индии проявил интерес к литиевому треугольнику.